# Haplomesus insignis
Haplomesus insignis är en kräftdjursart. Haplomesus insignis ingår i släktet Haplomesus och familjen Ischnomesidae. Inga underarter finns listade i Catalogue of Life.